# Glyceria altissima
Glyceria altissima là một loài thực vật có hoa trong họ Hòa thảo. Loài này được (Moench) P. Fourn. mô tả khoa học đầu tiên năm 1935.